# William H. Wheat
William Howard Wheat (* 19. Februar 1879 in Kahoka, Clark County, Missouri; † 16. Januar 1944 in Washington, D.C.) war ein US-amerikanischer Politiker. Zwischen 1939 und 1944 vertrat er den Bundesstaat Illinois im US-Repräsentantenhaus.

## Werdegang
William Wheat besuchte die öffentlichen Schulen in Brookfield und Chillicothe. Danach absolvierte er das Chaddock College und das Gem City Business College in Quincy (Illinois). Anschließend arbeitete er in Quincy und Bloomington als Angestellter in einigen Bekleidungsgeschäften. Im Jahr 1900 zog er nach Thomasboro. Dort war er zunächst als Buchhalter und später als Bankkassierer tätig. Seit 1909 lebte er in Rantoul, wo er Vizepräsident und Präsident einiger Geldinstitute wurde. Außerdem arbeitete er in der Landwirtschaft. Für einige Jahre war er auch Kämmerer der Schulen seiner neuen Heimatstadt. Gleichzeitig schlug er als Mitglied der Republikanischen Partei eine politische Laufbahn ein. Im Jahr 1936 kandidierte er noch erfolglos für den Kongress.
Bei den Kongresswahlen des Jahres 1938 wurde Wheat dann aber im 19. Wahlbezirk von Illinois in das US-Repräsentantenhaus in Washington gewählt, wo er am 3. Januar 1939 die Nachfolge des Demokraten Hugh M. Rigney antrat. Nach zwei Wiederwahlen konnte er bis zu seinem Tod am 16. Januar 1944 im Kongress verbleiben. Bis 1941 wurden dort die letzten der New-Deal-Gesetze der Bundesregierung unter Präsident Franklin D. Roosevelt verabschiedet. Seit 1941 war auch die Arbeit des Kongresses von den Ereignissen des Zweiten Weltkrieges geprägt.